# Prvenstvo Anglije 1887
Prvenstvo Anglije 1887 v tenisu.

## Moški posamično
Herbert Lawford :  Ernest Renshaw, 1-6 6-3 3-6 6-4 6-4

## Ženske posamično
Lottie Dod :  Blanche Bingley, 6-2, 6-0

## Moške dvojice
Herbert Wilberforce /  Patrick Bowes-Lyon :  James Herbert Crispe /  E. Barratt-Smith, 6–3, 6–3, 6–2